# 简街资本
简街资本（英語：Jane Street Capital），或简称简街（Jane Street），是一家总部位于美国纽约市的投资管理公司。该公司是一家大型做市商，在2020年运营超过17萬亿美元的证券。简街由蒂姆·雷诺兹（Tim Reynolds）等三人联合创办。该公司官方网站表示公司于2000年创办。公司在擅长运用现代科技来协助决策，例如使用OCaml编程语言来开发交易决策逻辑，甚至使用FPGA这样的可编程硬件来实现部分业务。